# Alicja Knastová
Alicja Knastová (nepřech. Knast, rodným jménem Baranová, * 7. prosince 1972 Wodzisław Śląski-Radlin, Polsko) je polská kulturní manažerka slezského původu. V letech 2014–2020 byla ředitelkou Slezského muzea v Katovicích a od ledna 2021 působí jako ředitelka Národní galerie v Praze.

## Život
Alicja Knastová absolvovala muzikologii na Universitě Adama Mickiewicze. Kromě toho byla i stipendistkou v Metropolitním muzeu umění a přednášela na London Metropolitan University (2005–2006). Její publikace se mimo jiné týkají instrumentologie a muzeologie.
V muzeologii začala Alicja Knastová pracovat v roce 1995 a první kroky udělala v Národním muzeu v Poznani. Od roku 2009 pracovala jako kurátorka Muzea Fryderyka Chopina ve Varšavě, kde byla zodpovědná za rozvoj muzea a spoluzaložila novou instituci v rámci Národního institutu Fryderyka Chopina. V roce 2011 se stala zplnomocněnkyní pro stálou výstavu Muzea dějin polských Židů a v dalších dvou letech byla generální ředitelkou této výstavy. V červenci 2014 se stala ředitelkou Slezského muzea v Katovicích a zároveň ředitelkou Hornoslezského muzea v Bytomi (2014–2016). V roce 2015 byla jmenována do Rady řízení muzeí, správního orgánu polského ministerstva kultury, jejíž členkou zůstala také v následujícím funkčním období. Pod ředitelkou Alicjí Knastovou získalo Slezské muzeum mimo jiné: cenu EMYA (soutěž Evropské muzeum roku 2017), národní cenu Sybilla 2018 v kategorii Management (za řízení průběhu celostátní televizní kampaně #naszemuzeum spolu s měřením účinnosti) a zlatou „Medaili za zásluhy o kulturu Gloria Artis“ (udělena v roce 2019 u příležitosti 90. výročí založení Slezského muzea).
Z pozice ředitelky Slezského muzea byla Alicja Knastová odvolána radou Slezského vojvodství dne 29. ledna 2020. Ta odvolání odůvodnila negativními výsledky auditu instituce, a to navzdory názoru Sdružení polských muzeologů nebo ministra Piotra Glińského. Alicja Knastová podle svých již dlouho cítila tlak na svou osobu a své odvolání dávala do souvislosti s řadou incidentů, kdy odmítla poskytnou zázemí muzea k politickým akcím, včetně těch vládních. V červnu 2020 rozhodl zemský správní soud v Gliwicích o neplatnosti jejího propuštění.
V říjnu 2020 Alicja Knastová zvítězila v konkursu na pozici generální ředitelky Národní galerie v Praze. Nastoupila 1. ledna 2021 na šest let. Jejími soupeři ve finále konkursu byli Jiří Fajt a Marek Pokorný.
Alicja Knastová je členkou Mezinárodní rady muzeí a rad národních muzeí, mj. Zámeckého muzea v Pszczyně.

## Ocenění a vyznamenání
- 2011: Řád polární hvězdy, první třída
- 2011: Cena Cypriana Kamila Norwida
- 2015: Čestný odznak „Za zásluhy o polskou kulturu“
- 2019: Medaile za zásluhy o kulturu – Gloria Artis (bronz)